# Sépeaux
Sépeaux ist eine Ortschaft und eine ehemalige französische Gemeinde mit 354 Einwohnern (Stand: 1. Januar 2019) im Département Yonne in der Region Bourgogne-Franche-Comté (bis 2015 Bourgogne). Sie gehörte zum Arrondissement Auxerre und zum Kanton Charny (bis 2015: Kanton Saint-Julien-du-Sault).
Sépeaux wurde mit Wirkung vom 1. Januar 2016 mit der früheren Gemeinde Saint-Romain-le-Preux zur Commune nouvelle Sépeaux-Saint Romain zusammengeschlossen und besitzt seither in der neuen Gemeinde den Status einer Commune déléguée.

## Lage
Sépeaux liegt etwa 32 Kilometer westnordwestlich von Auxerre an der Vrin.

## Bevölkerungsentwicklung
| Jahr                      | 1962 | 1968 | 1975 | 1982 | 1990 | 1999 | 2006 | 2013 |
| Einwohner                 | 432  | 377  | 395  | 405  | 345  | 385  | 418  | 422  |
| Quelle: Cassini und INSEE |      |      |      |      |      |      |      |      |

## Sehenswürdigkeiten
- Kirche Saint-Martin-et-Saint-Marc aus dem 12. Jahrhundert

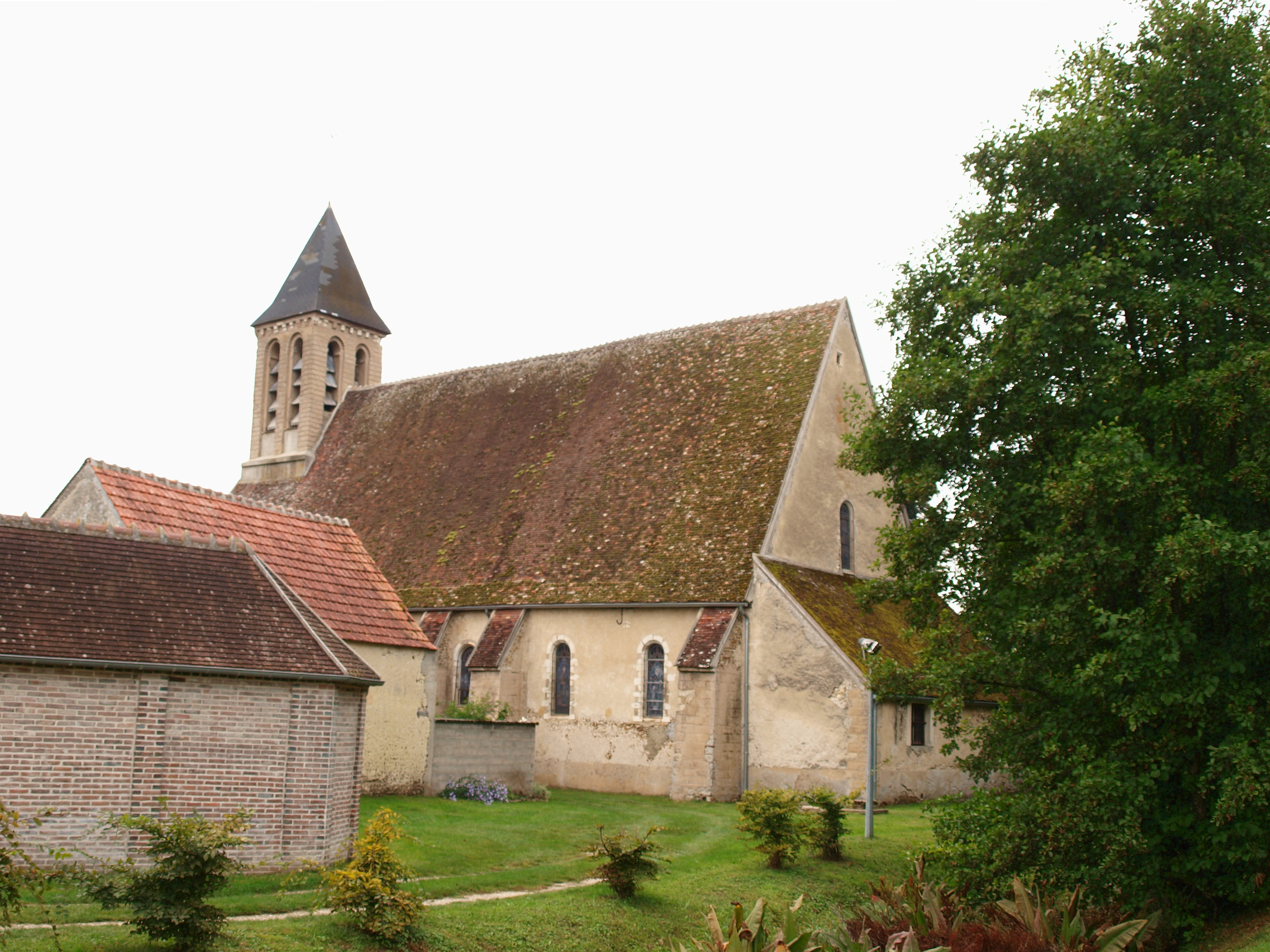
Kirche Saint-Martin-et-Saint-Marc

## Persönlichkeiten
- Jacques-René Tenon (1724–1816), Chirurg und Politiker